# Леонора Теліш
Леоно́ра Те́ліш де Міне́зіш (порт. Leonor Teles de Meneses; 1350 — 27 квітня 1386) — королева Португалії (1372—1384). Представниця португальського шляхетного дому Мінезішів. Народилася у провінції Трансмонтана, Португалія. Донька португальського вельможі Мартіна Телу де Мінезіша. Коханка, а згодом — дружина португальського короля Фернанду I (з 1372). Була непопулярною при дворі, серед простолюду вважалася розпусницею. Ставши королевою завела коханця, оренського графа Хуана де Андейро. Матір його єдиної доньки Беатриси, спадкоємниці престолу. Сприяла укладанню шлюбу доньки із кастильським королем Хуаном I. Після смерті чоловіка стала регентом Португалії (1383—1384). Керувала від імені Беатриси та Хуана, спиралася на заможну португальську аристократію і кастильські війська. У турбулентний період міжкоролів'я боролася проти незалежницької партії під проводом майбутнього португальського короля Жуана I. Після Лісабонського повстання покинула столицю (1383). Звернулася до зятя за допомогою проти повстанців, але через інтриги проти нього була арештована і вивезена до Кастилії, де провела решту свого життя. Померла у Вальядоліді, Кастилія. Похована Тордесільяському монастирі. У португальській історіографії традиційно постає як вкрай негативний персонаж, що ледь не призвів до втрати державою самостійності. Португальський історик Алешандре Еркулану називав її «португальською Лукрецією Борджіа». Прізвисько — Віроло́мна (порт. a Aleivosa).

## Сім'я
- Батько: Мартін Афонсу Тело де Мінезіш
- Матір: Алдонса де Вашконселуш
- Чоловік: Фернанду I (1345—1383), король Португалії (1367—1383)
- Діти:
  - Педру (1370)
  - Афонсу (1371)
  - Беатриса (1372—1420) ∞ Хуан I, король Кастилії